# Kęty
Kęty là một thị trấn thuộc huyện Oświęcimski, tỉnh Małopolskie ở nam Ba Lan. Thị trấn có diện tích 23 km². Đến ngày 1 tháng 1 năm 2011, dân số của thị trấn là 18958 người và mật độ 822 người/km².